# Adam Nalepa
Adam Nalepa (ur. 16 stycznia 1972) – polsko-niemiecki reżyser teatralny.

## Życiorys
Ukończył studia w klasie fortepianu w Darmstadt, we Frankfurcie studiował medycynę, jest absolwentem Teatrologii, Filmografii i Historii Starożytnej Uniwersytetu Ruhry w Bochum. Zrealizował kilkanaście spektakli w Polsce i za granicą, w tym największe swoje realizacje: "Blaszany Bębenek" na podstawie powieści Güntera Grassa, "Czarownice z Salem" Arthura Millera, "Faraona" wg Bolesława Prusa, "Małego Księcia" w teatrach trójmiejskich. Jest dyrektorem artystycznym teatru i fundacji Boto w Sopocie.